# Palazzo di Giustizia (Aosta)
Il Palazzo di Giustizia di Aosta (in francese: Palais de justice) è ubicato all'interno del quadrante sud-est della cinta muraria romana, in via César Ollietti 1.

## Storia
I lavori di costruzione del palazzo ebbero inizio nel 1931 e furono completati l'anno successivo. Il progetto fu affidato dal Comune di Aosta all'ingegnere comunale Umberto Rossi, che si avvalse della collaborazione del geometra Ferruccio Vogliano. L'inaugurazione avvenne il 28 ottobre 1932, giorno dell'anniversario della marcia su Roma. Fino al 1963, ha ospitato l'aula e gli uffici del Consiglio regionale della Valle d'Aosta.
L'edificio è stato sopraelevato di un piano negli anni ottanta.
Il 9 dicembre 2022, è stato intitolato a Giovanni Selis, già pretore di Aosta, vittima della prima autobomba contro un magistrato in Italia.

## Dislocazione uffici
Il Palazzo di Giustizia non ospita tutti gli uffici delle componenti giudiziarie cittadine: gli ufficiali giudiziari hanno infatti la propria sede in un condominio a circa 500 metri ad est del tribunale, subito fuori dalle mura romane. Gli uffici del Giudice di Pace sono invece ospitati in un edificio in regione Borgnalle, nella periferia orientale della città.

## Criticità
Il Palazzo è in condizioni di manutenzione precarie, nonostante le numerose richieste di intervento formulate attraverso la Conferenza dei Servizi (cfr. da ultimo, verbale conf. serv. in data 29.11.2017, allegato 10). Oltre agli uffici del Tribunale, sono collocati presso il Palazzo di Giustizia anche quelli della Procura della Repubblica e la Segreteria dell’Ordine degli Avvocati. Nel settembre 2019 il palazzo è stato transennato perché esiste il rischio di crolli materiali lapidei.